# Santería

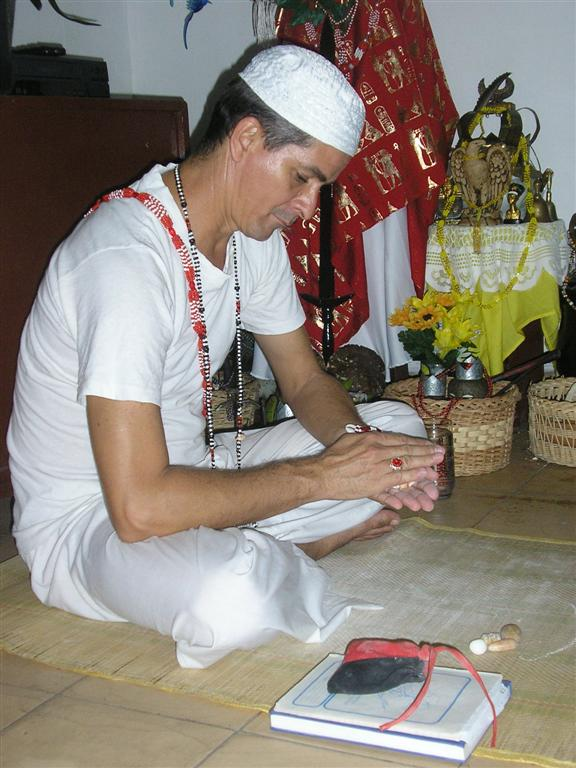
Vyznavač santerského kultu s typickým bílým oděvem

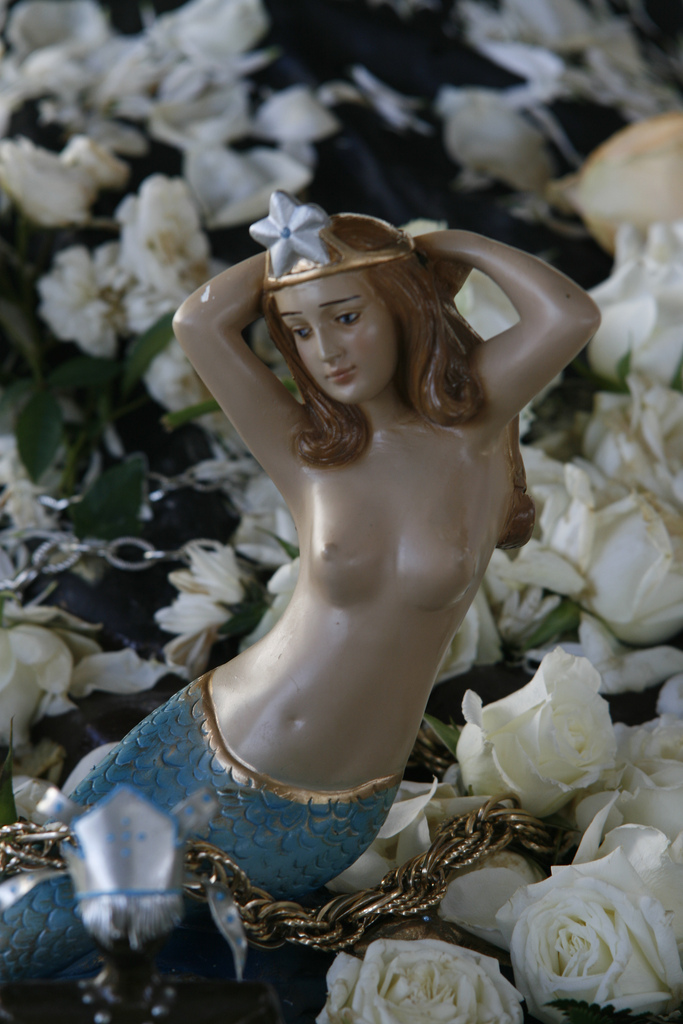
Yemayá (Iemanjá), bohyně moře a mateřství

Santería je náboženství, které mísí katolicismus s kulty západoafrického etnika Joruba. Jedná se o víru, vzniklou v oblastech kolonizovaných katolickými mocnostmi a osidlované západoafrickými otroky. Mezi místa se značným vlivem santeríe patří Kuba, Portoriko, Dominikánská republika, Panama, Venezuela, Brazílie a země s velkou hispánskou populací jako např. USA.
Santería je přísně hierarchická. Nejvýše stojí síla, či univerzální bůh, který proniká vším stvořeným tzv. Olodumare. Jeho energie se nazývá Ashé. Na nižší úrovni stojí tzv. orišové (orishás), bohové, kteří vládnou různým aspektům světa. Ti také dohlížejí na to, aby každý smrtelník naplnil to, pro co byl zrozen.

## Seznam orišů (santerských bohů)
- Eleguá, svaté dítě
- Obatalá
- Changó
- Ogún
- Agayú
- Ayao, bohyně vzduchu. Pobývá v lese a v oku tornáda. Spolupracuje s Osainem a je divokou bojovnicí.
- Inle, je lékařem, synkretizovaným s katolickým Sv. Rafaelem. Inle léčí a hojí.
- Yemayá je bohyně mateřství a moře
- Oxúm je bohyně řek, synkretizovaná s kubánskou patronkou Pannou Marií z Cobre - je strážkyní lásky, zlata, stvořitelkou peněz, krásy a koketérie. Je nejkrásnější ze všech oriš, paní medu a patronkou Kuby.
- Oyá, bohyně hřbitovů, synkretizovaná s Pannou Marií z La Candelaria, patronkou španělských Kanárských ostrovů.